# Equisetum myriochaetum
Equisetum myriochaetum ist eine Pflanzenart aus der Gattung der Schachtelhalme (Equisetum). Sie ist von Mexiko über Nicaragua sowie Costa Rica bis Kolumbien, Venezuela, Ecuador und Peru verbreitet. Sie ist die größte Art der Gattung Schachtelhalme.

## Beschreibung
Die Stängel von Equisetum myriochaetum erreichen Wuchshöhen von 100 bis 500 cm und Durchmesser von 7 bis 16 mm. Die Seitensprossen mit sechs bis 8 Furchen sind regelmäßig in Wirteln angeordnet. Die Blattscheiden an den Knoten sind 9 bis 20 mm lang, 6 bis 18 mm breit und zylindrisch um den Stängel angeordnet. Die Spaltöffnungen liegen in einer Reihe in den Stängelrillen. Die Sporophyllstände haben stumpfe Spitzen.

## Systematik
Die Erstbeschreibung von Equisetum myriochaetum erfolgte 1830 durch Diederich Franz Leonhard von Schlechtendal und Adelbert von Chamisso in Linnaea: Ein Journal für die Botanik in ihrem ganzen Umfange. fünfter Band, Berlin 1830, Seite 623–624. Das Holotypusmaterial wurde durch C. J. W. Schiede und F. Deppe im Februar 1829 im mexikanischen Veracruz gesammelt und mit dem Lokalitätshinweis Misantla, in sylvis humidis mit der Sammelnummer 833 in IT: HAL-81867 hinterlegt. Ein Synonym für Equisetum myriochaetum Schltdl. & Cham. ist Equisetum mexicanum Milde.
Equisetum myriochaetum gehört zur Untergattung Hippochaete aus der Gattung Equisetum